# Warrap (ciutat)
Warrap (àrab : واراب) és una ciutat del Sudan del Sud, a la regió anomenada Tonj no gaire lluny de la ciutat de Tonj, al comtat de Tonj North, que fou capital de l'estat de Warrap (al que va donar nom) des de la seva creació el 1994 al juny de 1997 quan fou ocupada pel SPLA. La capital va estar després a Gogrial (1997-2002) i a Wau (2002-2003), i finalment fou traslladada a Kwajok. Segons les fotos existents no sembla més que una concentració de cabanes i per satel·lit no s'aprecia cap construcció rellevant.